# Benicio del Toro
Benicio Monserrate Rafael del Toro Sánchez (Santurce, 19 de febrero de 1967) es un actor y productor puertorriqueño. Ha obtenido elogios de la crítica y numerosos reconocimientos, incluido un Premio Óscar, un Premio BAFTA, un Globo de Oro, dos Premios del Sindicato de Actores y un Oso de Plata por su interpretación del oficial de policía Javier Rodríguez en la película Traffic (2000). La actuación de Del Toro como un ex convicto convertido en un fanático religioso desesperado, Jack Jordan, en 21 gramos (2003), de Alejandro González Iñárritu, le valió una segunda nominación al Premio Óscar al mejor actor de reparto. Fue galardonado con el premio Platino de Honor 2023. 
También es conocido por su papel revelación como el ladrón excéntrico e ininteligible Fred Fenster en The Usual Suspects (1995); Benny Dalmau en Basquiat (1996), ganador de dos Premios Independent Spirit consecutivos por ambas películas; Dr. Gonzo en Fear and Loathing in Las Vegas (1998); el adicto al juego Franky Four Fingers en Snatch (2000); el depredador y desquiciado antagonista Jackie Boy en Sin City (2005); el revolucionario Che Guevara en Che (2008), actuación que le valió el premio a mejor actor tanto en el Festival Internacional de Cine de Cannes como en los Premios Goya; y como Alejandro, un agente misterioso y despiadado que busca acabar con un cartel de la droga en Sicario (2015), por la que Del Toro fue nominado a varios premios, incluido el Premio BAFTA al mejor actor de reparto.
Sus otros papeles incluyen representaciones del Coleccionista en el Universo cinematográfico de Marvel; el narcotraficante Pablo Escobar en Escobar: Paradise Lost (2014); Lawrence Talbot en la nueva versión de 2010 de El hombre lobo; y el decodificador en Star Wars: The Last Jedi (2017). En 2018, interpretó a Richard Matt en la miniserie de Showtime Escape at Dannemora, por la que recibió una nominación al Premio Primetime Emmy como mejor actor de miniserie o telefilme.

## Primeros años
Benicio Monserrate Rafael del Toro Sánchez nació el 19 de febrero de 1967 en Santurce, Puerto Rico. Sus padres, Gustavo Adolfo del Toro Bermúdez y Fausta Genoveva Sánchez Rivera, eran abogados. Tiene un hermano mayor, Gustavo, un oncólogo pediátrico. Es de ascendencia española e italiana, y también tiene sangre amerindia.
Durante su adolescencia se lo conocía por sobrenombres como «Skinny Benny» y «Beno». Fue criado como católico y asistió a la Academia del Perpetuo Socorro, una escuela católica de Miramar, Puerto Rico. Cuando del Toro tenía nueve años de edad, su madre falleció de hepatitis. A los trece años se trasladó junto a su padre y su hermano a Mercersburg, Pensilvania, donde asistió a la Academia Mercersburg, lugar en donde pasó su adolescencia y cursó la secundaria. Después de graduarse, siguió el consejo de su padre y comenzó a estudiar Comercio en la Universidad de California en San Diego. Después de tener éxito en un curso de actuación, decidió abandonar la universidad para estudiar en Los Ángeles, donde tuvo a Stella Adler y Arthur Mendoza como profesores, y en el Square Theatre School en Nueva York.

## Carrera
A finales de la década de 1980, del Toro comenzó a aparecer en pequeños papeles en series de televisión, interpretando generalmente matones y traficantes en programas como Miami Vice y la miniserie Drug Wars: The Camarena Story. Hizo un cameo en el videoclip "La Isla Bonita" (1987) de Madonna, como un personaje de fondo (el chico sentado en el automóvil, 3:05-07, 3:13-15, 3:24-25). Continuó en el cine, haciendo su debut en Big Top Pee-wee y en la película de 007, Licencia para matar, donde a los 21 años de edad del Toro se transformó en el actor más joven en interpretar a un "villano" en una película de Bond. Aunque ambas producciones fueron consideradas fracasos en la taquilla, del Toro continuó su carrera en el cine, con películas como The Indian Runner (1991), Luna de porcelana (1991), Christopher Columbus: The Discovery (1992), Money for Nothing (1993), Huevos de oro en España (1993), Fearless (1993) y Swimming with Sharks (1994). 
Su carrera se hizo más notoria en 1995 con su actuación en The Usual Suspects, donde interpretó al mascullador bromista Fred Fenster. Por este papel consiguió el Independent Spirit Award como mejor actor de reparto y lo afianzó como actor de reparto. Este papel también lo condujo a otros roles importantes dentro del cine independiente y el cine comercial, interpretando a Gaspare en The Funeral (1996) de Abel Ferrara y ganando su segundo Independent Spirit Award consecutivo por su trabajo como Benny Dalmau en Basquiat (1996), dirigida por su amigo Julian Schnabel. Además compartió escenas con Robert De Niro en el thriller The Fan, donde hizo de Juan Primo, una carismática estrella de baseball de Puerto Rico.
Para Fear and Loathing in Las Vegas (1998), la adaptación fílmica del famoso libro de Hunter S. Thompson, ganó más de dieciocho kilos para el papel del Dr. Gonzo (también conocido como Oscar Zeta Acosta), el abogado y drogado compañero del protagonista. Con el tiempo, esta surrealista película, dirigida por Terry Gilliam, ha conseguido estatus de película de culto. Después de dos años de inactividad, del Toro conseguiría llegar al gran público en el año 2000 con actuaciones en cuatro películas prominentes. La primera fue The Way of the Gun, una historia criminal que lo reunió con Christopher McQuarrie, guionista de The Usual Suspects y quien hizo su debut como director. Algunos meses más tarde, se destacó entre el reparto estelar de Traffic de Steven Soderbergh, una compleja disección de la guerra contra las drogas en Norteamérica. Haciendo de Javier Rodríguez —un policía mexicano de la frontera que lucha por permanecer honesto en medio de la corrupción y el engaño del tráfico ilegal de drogas—, del Toro, diciendo gran parte de su diálogo en español, realizó una interpretación notable por la que consiguió su primer premio Óscar como mejor actor de reparto.

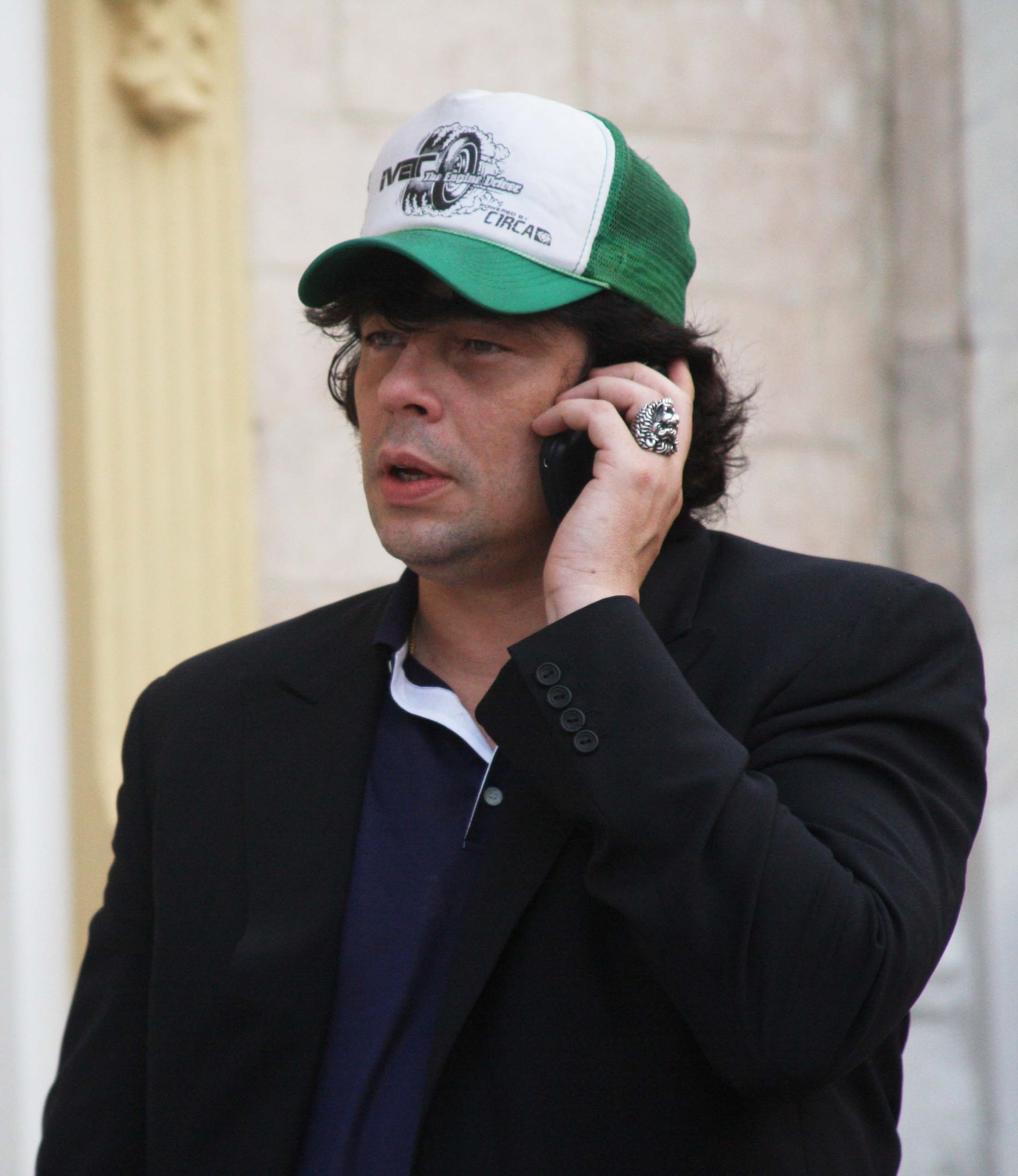
Benicio del Toro durante el Festival Internacional de Cine de Cartagena de Indias, Colombia.

Su preciado trabajo se llevó los más importantes premios por parte de la crítica en 2001, como también el Globo de Oro y el premio del Sindicato de Actores al mejor actor. Además del éxito a nivel crítico, Traffic triunfó en la taquilla, llevando a del Toro al escalón más alto de Hollywood por primera vez en su carrera. Mientras que Traffic seguía siendo proyectada en los cines, dos de sus otras películas fueron estrenadas a finales de 2000 y principios de 2001. Tuvo un pequeño papel como el ladrón de diamantes Franky "cuatro dedos" en la comedia criminal Snatch de Guy Ritchie, e interpretó a un nativo-estadounidense discapacitado mental en The Pledge, dirigida por su amigo Sean Penn.
En 2003, del Toro protagonizó dos películas: The Hunted, junto a Tommy Lee Jones, y el drama 21 gramos, junto a Sean Penn y Naomi Watts. Por su participación en la segunda, cosechó otra nominación al Óscar como mejor actor de reparto.
En 2008, del Toro fue premiado con el Premio del Festival de Cannes al mejor actor por su papel del Che Guevara en Che. Al recibir el premio del Toro se lo dedicó al "propio Che Guevara" junto al director Steven Soderbergh. Por esta misma interpretación ganó el premio Goya al mejor actor. Sean Penn, quien ganó un Óscar por Milk, declaró que se sintió sorprendió y decepcionado al no ser nominada Che y del Toro a los premios de la academia. Cuando recibió el trofeo en los premios del Sindicato de Actores, Penn expresó su consternación: "No entiendo por qué en este momento no hay coronas en las cabezas de Soderbergh y del Toro... Che es una película sensacional". Para las escenas finales de la película, del Toro perdió más de quince kilos para mostrar cuan enfermo estaba Guevara antes de su muerte. Ese mismo año realizó un cameo en la serie argentina Todos contra Juan.
A finales de 2012, del Toro volvió a interpretar a uno de sus primeros personajes cinematográficos, Dario (Licencia para matar), pero esta vez para el videojuego conmemorativo de los cincuenta años de James Bond, 007 Legends.
En 2013, fue seleccionado por Marvel para interpretar al Coleccionista en la saga de películas del Universo cinematográfico de Marvel. Su primera interpretación de este personaje fue en una escena poscréditos de la película Thor: El Mundo Oscuro en el año 2013.  Posteriormente, apareció en la película Guardianes de la Galaxia de 2014, donde se presenta más extensamente al Coleccionista como un obsesivo acumulador de la mayor colección de fauna, reliquias y especies interestelares en la galaxia que opera en un lugar en el espacio llamado Knowhere. Asimismo, volvió a interpretar a este personaje en la tercera entrega de la serie de Los Vengadores de Marvel, la película Avengers: Infinity War, la cual fue la película más taquillera del año 2018. 
En septiembre de 2016, se mencionó que está en conversaciones para protagonizar la nueva cinta de The Predator dirigida por Shane Black a estrenarse en febrero de 2018.
En el año 2017, fue elegido por Lucasfilm y Walt Disney Studios Motion Pictures para encarnar al pirata contrabandista DJ en la película Star Wars: Episodio VIII - Los últimos Jedi, dirigida por Rian Johnson y producida por J. J. Abrams.

## Vida personal

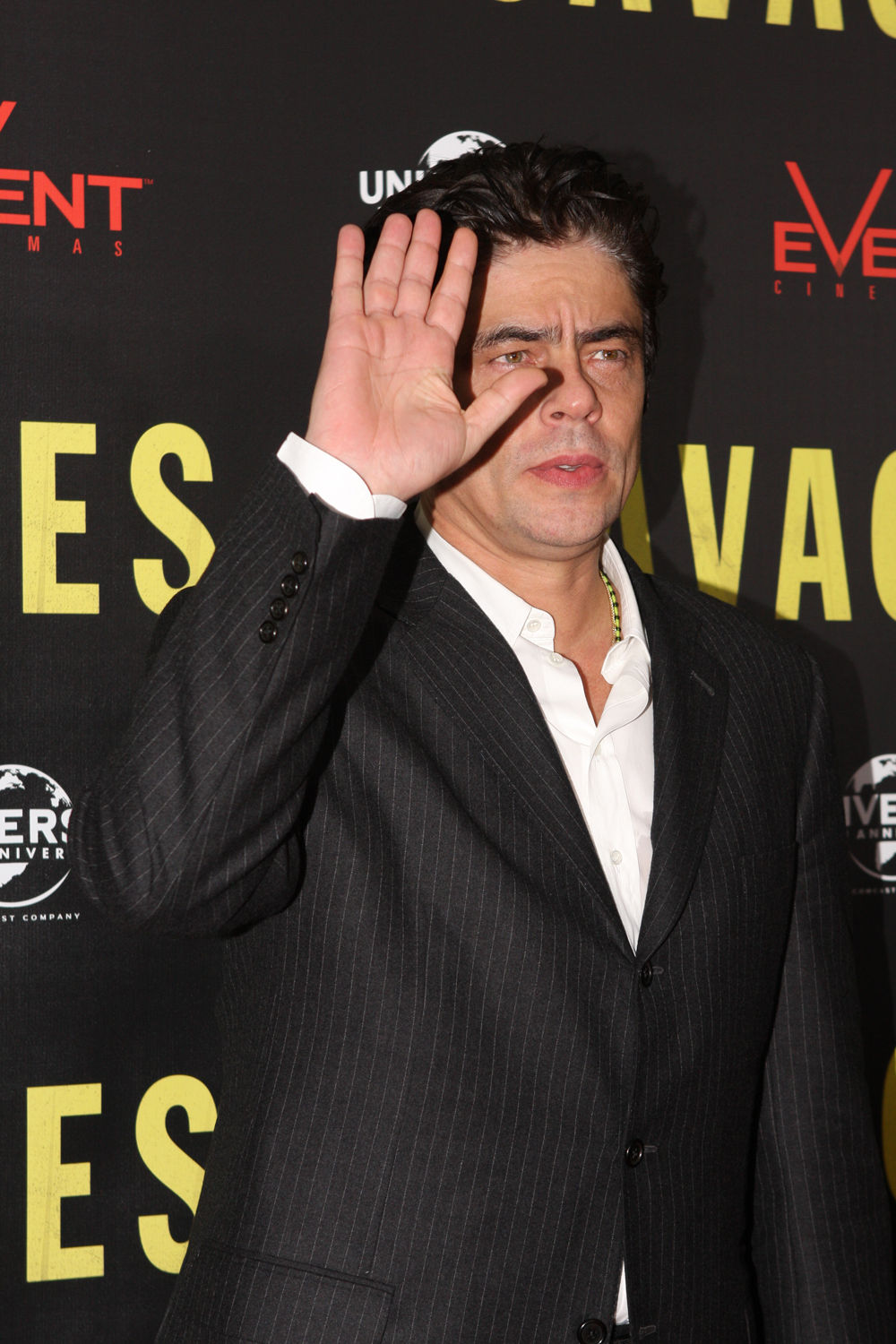
Benicio del Toro en el estreno de Savages en Sídney, Australia (2012).

Benicio no tiene ninguna relación de parentesco con el director mexicano Guillermo del Toro.
Durante la promoción de la película El hombre lobo en 2010, describió su vida amorosa como "en un limbo". Cuando le preguntaron acerca de si tenía pensado casarse, respondió: "¿Por qué? Todo el mundo dice: '¿Por qué no está casado?'. ¿Pero por qué me tengo que casar? ¿Solo para tener que divorciarme?". En una entrevista con The Times mencionó que no quería que su apartamento de West Hollywood, el cual describió como su "cueva", fuese "invadido" por una esposa y niños.
En abril de 2011, se anunció que del Toro y la hija de Rod Stewart, Kimberly Stewart, estaban esperando su primer hijo, aunque no se encontraban en una relación. Stewart dio a luz una hija, Delilah Genoveva Del Toro Stewart, el 21 de agosto de 2011.
En noviembre de 2011, del Toro obtuvo la nacionalidad española. La petición fue concedida por el gobierno español debido a su talento artístico y su ascendencia española (tiene familia en Barcelona, de hecho es primo hermano de la cantante Rebeca Pous, el padre de él y la madre de ella son hermanos).
El 4 de marzo de 2012, la Universidad Interamericana de Puerto Rico le homenajeó con un grado honorífico, durante la celebración del centenario de esta institución, por su aportación a la historia del cine y representación del puertorriqueño en las artes.

## Filmografía

### Películas
| Año  | Título                                      | Papel                             | Notas                          |
| ---- | ------------------------------------------- | --------------------------------- | ------------------------------ |
| 1988 | Big Top Pee-wee                             | Duke                              | Elenco principal               |
| 1989 | Licencia para matar                         | Dario                             | Elenco principal               |
| 1991 | The Indian Runner                           | Miguel Aguilera                   | Personaje recurrente           |
| 1992 | Christopher Columbus: The Discovery         | Álvaro Harana                     | Elenco principal               |
| 1993 | Fearless                                    | Manny Rodrigo                     | Personaje recurrente           |
| 1993 | Huevos de oro                               | Bob                               | Elenco principal               |
| 1993 | Money for Nothing                           | Dino Palladino                    | Elenco principal               |
| 1994 | Swimming with Sharks                        | Rex                               | Elenco principal               |
| 1994 | Luna de porcelana                           | Detective Lamar Dickey            | Elenco principal               |
| 1995 | The Usual Suspects                          | Fred Fenster                      | Elenco principal               |
| 1995 | Submission                                  | —                                 | Director, escritor y productor |
| 1996 | The Funeral                                 | Gaspare Spoglia                   | Elenco principal               |
| 1996 | The Fan                                     | Juan Primo                        | Elenco principal               |
| 1996 | Cannes Man                                  | Él mismo                          | Cameo                          |
| 1996 | Basquiat                                    | Benny Dalmau                      | Elenco principal               |
| 1996 | Joyride                                     | Detective López                   | Personaje recurrente           |
| 1997 | Exceso de equipaje                          | Vincent Roche                     | Protagonista                   |
| 1998 | Fear and Loathing in Las Vegas              | Dr. Gonzo                         | Protagonista                   |
| 2000 | Traffic                                     | Javier Rodríguez                  | Protagonista                   |
| 2000 | The Way of the Gun                          | Harold Longbaugh                  | Protagonista                   |
| 2000 | Snatch                                      | Franky "Four Fingers"             | Elenco principal               |
| 2000 | Bread and Roses                             | Él mismo                          | Cameo                          |
| 2001 | The Pledge                                  | Toby Jay Wadenah                  | Elenco principal               |
| 2003 | 21 gramos                                   | Jack Jordan                       | Protagonista                   |
| 2003 | The Hunted                                  | Aaron Hallam                      | Elenco principal               |
| 2005 | Sin City                                    | Jack Rafferty                     | Elenco principal               |
| 2007 | Things We Lost in the Fire                  | Jerry Sunborne                    | Protagonista                   |
| 2008 | Che, el Argentino                           | Che Guevara                       | Protagonista y productor       |
| 2008 | Che, Guerrilla                              | Che Guevara                       | Protagonista y productor       |
| 2010 | El hombre lobo                              | Lawrence Talbot / El hombre lobo  | Protagonista y productor       |
| 2010 | Somewhere                                   | Él mismo                          | Cameo                          |
| 2011 | The Upsetter                                | —                                 | Narrador, Documental           |
| 2012 | Savages                                     | Miguel "Lado" Arroyo              | Elenco principal               |
| 2012 | 7 días en La Habana                         | —                                 | Director; segmento: El Yuma    |
| 2013 | Jimmy Picard                                | Jimmy Picard                      | Protagonista                   |
| 2013 | Thor: The Dark World                        | Taneleer Tivan / El Coleccionista | Cameo                          |
| 2014 | Guardianes de la Galaxia                    | Taneleer Tivan / El Coleccionista | Cameo                          |
| 2014 | Inherent Vice                               | Sauncho Smilax                    | Elenco principal               |
| 2014 | Escobar: Paradise Lost                      | Pablo Escobar                     | Protagonista                   |
| 2015 | Un día perfecto                             | Mambrú                            | Elenco principal               |
| 2015 | Sicario                                     | Alejandro Gillick                 | Protagonista                   |
| 2015 | El principito                               | La culebra                        | Voz                            |
| 2017 | Star Wars: Episodio VIII - Los últimos Jedi | DJ                                | Personaje recurrente           |
| 2018 | Avengers: Infinity War                      | Taneleer Tivan / El Coleccionista | Cameo                          |
| 2018 | Sicario: Day of the Soldado                 | Alejandro Gillick                 | Protagonista                   |
| 2019 | Dora y la ciudad perdida                    | Zorro Swiper (voz)                | Elenco principal               |
| 2021 | The French Dispatch                         | Moses Rosenthaler                 |                                |
| 2021 | Sin movimientos bruscos                     | Ronald Russo                      |                                |
| 2023 | Reptiles                                    | Tom Nichols                       |                                |

### Televisión
| Año  | Título                        | Papel                | Notas                                                      |
| ---- | ----------------------------- | -------------------- | ---------------------------------------------------------- |
| 1987 | Juego de Shell                | Pedroza              | Episodio: "El jardinero de arriba"                         |
| 1987 | Miami Vice                    | Pito                 | Episodio: "Todo el mundo está en el mundo del espectáculo" |
| 1987 | Detective privado             | Carlos               | Invitado especial; 2 episodios                             |
| 1990 | Drug Wars: The Camarena Story | Rafael Caro Quintero | Elenco principal                                           |
| 1994 | Tales from the Crypt          | Bill                 | Episodio: "El soborno"                                     |
| 1995 | Fallen Angels                 | Paco                 | Episodio: "Buena limpieza"                                 |
| 2008 | Todos contra Juan             | Él mismo             | Episodio: "Juan & La Critica"                              |
| 2018 | Fuga en Dannemora             | Richard Matt         | Elenco principal                                           |